# Transportes Ferroviarios de Madrid
Transportes Ferroviarios de Madrid (abreviado TFM) es la entidad concesionaria que se encarga de la gestión  directa del tramo de la línea 9 del Metro de Madrid desde Puerta de Arganda hasta Arganda del Rey.

## Historia
Inicialmente, el tramo ferroviario Vicálvaro-Arganda quisieron construirlo FEVE, Renfe, y Metro de Madrid. Finalmente salió adelante el proyecto de Metro de Madrid por haber elegido más itinerarios posibles.
Se formó en el año 1999 y en su accionariado participan Metro de Madrid, Caja Madrid, FCC, Acciona y ACS. Es titular de la concesión para la explotación y gestión directa de todos los servicios y recursos del tramo durante 30 años (hasta 2029).
Tras la fusión de Caja Madrid con otras entidades bancarias en Bankia, esta compañía acuerda incluir la gestión de sus inversiones en el ámbito de la construcción y servicios en una nueva empresa creada junto a FCC denominada Globalvia que también gestiona algunas líneas de Metro Ligero de Madrid en Madrid y forma parte del accionariado de ILSA, matriz del operador ferroviario privado Iryo.
De las 6 estaciones construidas, una de ellas se encuentra en el término municipal de Madrid (Puerta de Arganda), concretamente en el distrito de Vicálvaro; tres están situadas en el término municipal de Rivas-Vaciamadrid (Rivas-Urbanizaciones, Rivas Futura y Rivas-Vaciamadrid) y las dos últimas en Arganda del Rey (La Poveda y la estación cabecera de Arganda del Rey).

## Línea 9
Durante la ampliación del metro 1995-1999 se prolongó la línea 9 desde Pavones hasta Arganda del Rey, debido a que finalmente el Ministerio de Fomento no tenía entre sus planes la ampliación de la red de Cercanías hacia el sureste. La Comunidad de Madrid decidió acometer la obra y esta se realizó como una prolongación de la línea 9 desde Puerta de Arganda.
El tramo entre Puerta de Arganda y Arganda del Rey tiene las características de un tramo suburbano: discurre la mayor parte en superficie por zonas deshabitadas y tiene pocas estaciones. Sin embargo debido a que el tramo entre Puerta de Arganda y Rivas Urbanizaciones discurre en su mayor parte a través del ámbito de los futuros barrios de Los Berrocales y Los Ahijones, cabe la posibilidad de que se construyan nuevas estaciones en este tramo.
También se planteó la posibilidad de una futura ampliación al hipotético aeropuerto de Campo Real, que finalmente fue sustituido por la ampliación del  Aeropuerto de Madrid-Barajas.
Para el tramo a partir de Puerta de Arganda se aprovechó el antiguo ferrocarril del Tajuña, que tuvo que comprarse a la empresa propietaria, Cementos Portland Valderrivas. Aunque el trazado se mantuvo, los materiales se renovaron por completo, se instaló la catenaria y en algunos tramos se soterró. No se usó la línea por completo, por lo que no hay estación en Morata de Tajuña.
Debido a su baja demanda se trata del tramo de Metro de Madrid de menores frecuencias: En torno a 8 o 9 minutos en hora punta y 22'5 minutos a partir de las 22:00 horas. Otro de los condicionantes de esta baja demanda es la existencia muy limitada de material móvil.

## Calidad del servicio prestado por TFM
A principios del año 2006 se filtra por la Cadena Ser un informe del exdirector de Infraestructuras de la Comunidad de Madrid, Manuel Melis, en el que se detallaban graves deficiencias técnicas en la construcción del tramo. Todos esos fallos se subsanaron con la línea ya en funcionamiento.
En abril del año 2015 se publicó otro informe sobre el servicio prestado por TFM SA para la explotación de este servicio ferroviario. El "Informe TFM" desvela un coste final de las obras muy superior al licitado y una calidad del servicio sustancialmente inferior al del resto de la red ferroviaria de la Comunidad de Madrid.
Las consecuencias, siempre según el informe, han sido muy negativas para la movilidad en los municipios ripense y argandeño, excesivamente dependientes de vehículo privado y con unos tiempos de viaje en transporte público inaceptables desde el punto de vista competitivo.
El Informe TFM fue hecho público por la asociación Andén 1 el 27 de abril de 2015.

## Futuro y fin de la concesión
En 2029, se espera que la línea pueda circular de extremo a extremo sin realizar transbordo en la estación de Puerta de Arganda. Esto se deberá a la finalización de la concesión por parte de TFM y que pasará a ser asumida en su totalidad por Metro de Madrid. No serán necesarias reformas de las vías ya que se trata de un transbordo artificial diseñado para reducir la frecuencia de trenes entre las dos partes de la línea, pero las vías son continuas al llegar al transbordo. Además, será posible la circulación con trenes de 6 coches aumentando así la capacidad de la línea. Todavía no se ha confirmado si el tramo gestionado por TFM disfrutará de las mismas frecuencias de trenes como en la capital, ya que a partir de las 23:00; con un tren de media cada 22 minutos y medio, convirtiéndose así en el tramo con la peor frecuencia de trenes de toda la red.